# Primärenergieverbrauch

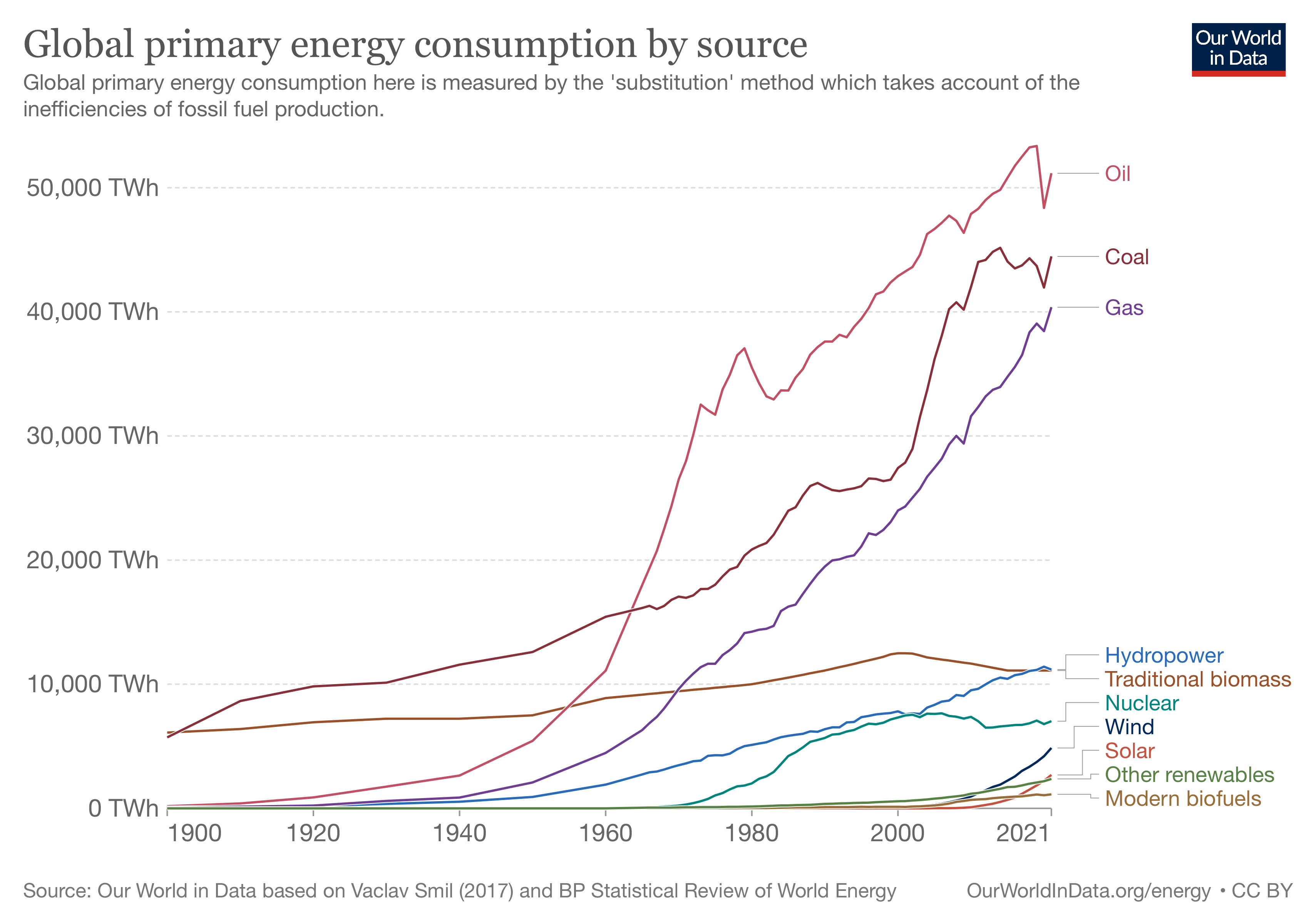
Entwicklung des weltweiten Primärenergieverbrauchs nach Energieträger

Primärenergieverbrauch (PEV) bezeichnet den Verbrauch an Primärenergie. Gemessen wird also der Energiegehalt bzw. der Heizwert der ursprünglich eingeführten oder geförderten Energieträger. Der Primärenergieverbrauch ist somit der gesamte Energieverbrauch inklusive Verbrauch bzw. Verlust für Wandlung, z. B. von Gas in Strom oder von Öl in Benzin, und für Transport. Er wird im Allgemeinen für eine Volkswirtschaft betrachtet und berücksichtigt somit die Wandlungs- und Transportverluste innerhalb dieser Volkswirtschaft.
Da ein solcher „ursprünglicher Energiegehalt“ bei der Strom- und Wärmeerzeugung aus Kernenergie, Müll oder Erneuerbaren Energien nicht zur Verfügung steht, gibt es in diesem Fall unterschiedliche Konventionen zur Rückrechnung der Primärenergie aus der Endenergie des erzeugten Stroms (siehe unten).
Der Primärenergieverbrauch in Deutschland hat seit den 1990er Jahren kontinuierlich abgenommen und lag 2022 bei 11,7 EJ. Die wichtigsten Energieträger im Primärenergieverbrauch sind Mineralöle (35 %) und Gase (23 %).

## Bedeutung des Primärenergieverbrauchs
Der Primärenergieverbrauch wurde ursprünglich erfasst, um den Verbrauch fossiler Rohstoffe, den eine Volkswirtschaft insgesamt inklusive aller Industrieprozesse und Wandlungsverluste hat, zu verfolgen. Wegen Klimaschutz, der Knappheit fossiler Rohstoffe und ihrer daraus zu erwartenden Verteuerung, Importabhängigkeiten und oftmals politisch nicht vertrauenswürdigen Exportnationen ist es wünschenswert, eine Volkswirtschaft vom Verbrauch fossiler Rohstoffe unabhängiger zu machen.
Tatsächlich sank der Primärenergieverbrauch an fossilen Energieträgern in Deutschland gemäß AG Energiebilanzen in den 10 Jahren von 2012 bis 2022 um etwa 16 % von ca. 11 Mio. TJ auf ca. 9 Mio. TJ. Im selben Zeitraum stieg die Bereitstellung erneuerbarer Energien von 1,5 Mio. TJ auf ca. 2 Mio. TJ. Verschiedene Ursachen kommen für einen sinkenden Primärenergieverbrauch an fossilen Rohstoffen in Frage:
- Temperatureffekte (mildere Winter)
- Effizienzgewinne
- Bereitstellung erneuerbarer Energie
- Deindustrialisierung / Verlagerung von Industrieprozessen ins Ausland
- Wohlstandsverluste
- Nachfrageänderungen aufgrund von Wertewandel / Verzicht

Zum Beispiel kann der Erdgasverbrauch sinken, weil der Winter warm war (Temperatureffekte), mehr Leute Wärmepumpen oder Solarthermie installiert haben (Bereitstellung Erneuerbarer Energien / Effizienzgewinne) oder weil die Leute wegen gestiegener Erdgaspreise oder weil sie weniger Geld zur Verfügung haben weniger heizen (Wohlstandsverluste). Zudem kann die Nachfrage sinken, wenn langfristige negative Umwelteffekte und Nachhaltigkeitsaspekte bei Konsumentscheidungen an Stellenwert gewinnen.
Der Primärenergieverbrauch und seine Entwicklung stehen mit der wirtschaftlichen Situation eines Landes im Zusammenhang. Afrikanische Länder liegen am Ende der Liste des Primärenergieverbrauchs pro Kopf; der Primärenergieverbrauch pro Kopf ist in Deutschland ca. 190 mal so hoch wie in Somalia. Um die planetaren Grenzen einzuhalten und die Lebensgrundlagen der Menschheit nicht zu gefährden, ist eine Entkopplung von Wohlstandswachstum und Wirtschaftswachstum notwendig. Wenn das Bruttoinlandsprodukt (BIP) ansteigt, während der Energieverbrauch gleichzeitig abnimmt, lässt sich von einer ökonomisch-ökologischen Entkopplung sprechen.
Die Analyse des Verhältnisses von Primärenergieverbrauch und Wohlstand erfolgt für Deutschland in dem Jahresbericht der AG Energiebilanzen. Diese konstatierte in den vergangenen Jahrzehnten zwar, dass der Primärenergieverbrauch sinkt und der Wohlstand - ausgedrückt durch das BIP steigt, wobei geopolitische Aspekte (z. B. Weltwirtschaft, Coronakrise, Ukraine-Krieg) in den Daten sichtbar sind, hohe Energiepreise und der Rückgang des Primärenergieverbrauchs gingen jedoch seit 2018 mit einer sinkenden Industrieproduktion einher. Für das Jahr 2023 konstatierte die AG Energiebilanzen einen starken Rückgang des Primärenergieverbrauchs um über 8 % gegenüber dem Vorjahr auf 10,7 Mio. TJ und führte diesen auf das hohe Energiepreisniveau und die wirtschaftliche Rezession zurück. Zwar seien die Einfuhrpreise für die wichtigsten Importenergien im Jahresverlauf gesunken, dennoch lagen die Preise weiterhin deutlich über dem Niveau von 2021. Dies führte sowohl zu Investitionen in die Energieeffizienz und zu Energieträger-Substitutionen, aber auch zu Kürzungen energieintensiver Produktionen und damit zu einem Verbrauchsrückgang. Das zweite Jahr in Folge schrumpften deutlich:
- energieintensive Industrien

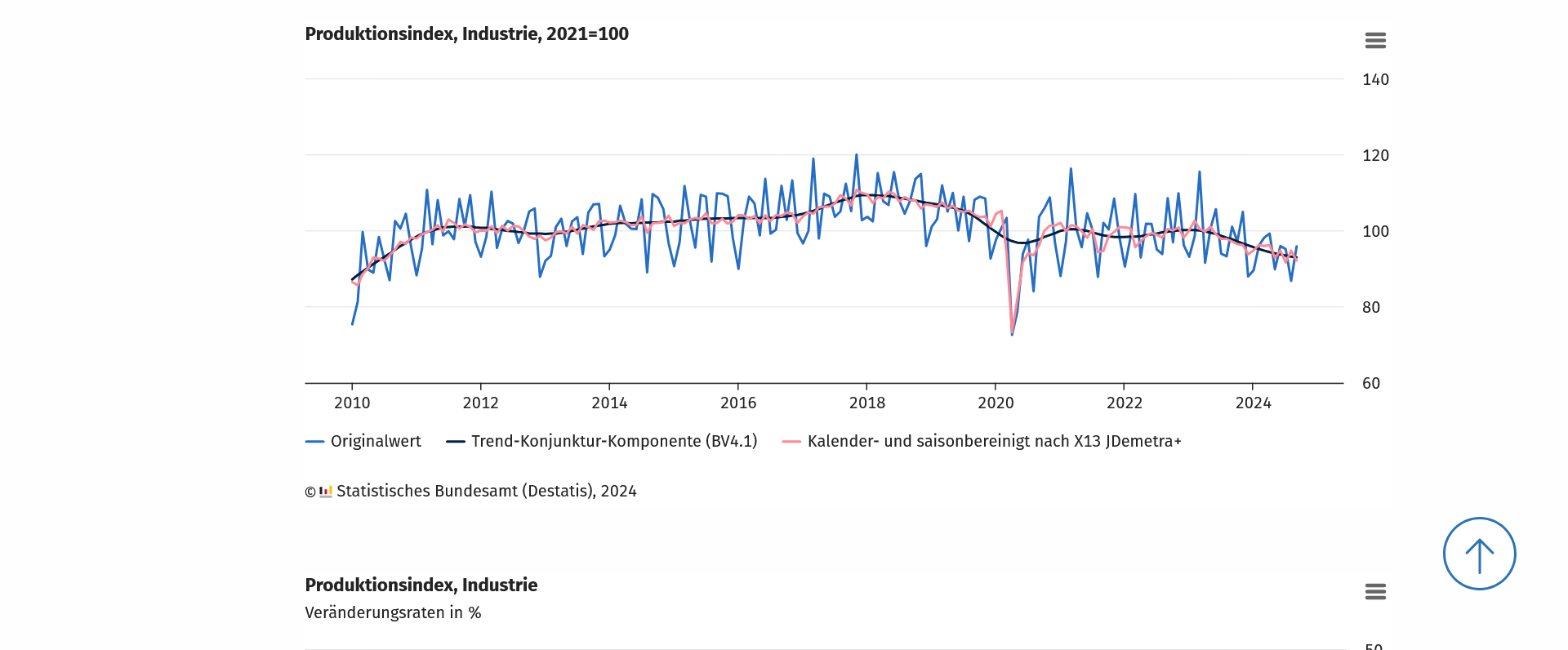
Produktionsindex der deutschen Industrie, Quelle Statistisches Bundesamt

- Herstellung von Glas, -waren, Keramik, Verarbeitung von Steinen und Erden
- Herstellung von Gummi- und Kunststoffwaren
- Herstellung von chemischen Erzeugnissen
- Herstellung von Papier, Pappe und Waren daraus
- Gewinnung von Steinen und Erden, sonst. Bergbau[5]

Neben dem Zusammenhang zwischen Bruttoinlandsprodukt und Primärenergieverbrauch ist bei einem Vergleich verschiedener Länder auch zu berücksichtigen, wie das Bruttoinlandsprodukt erwirtschaftet wird. Deutschland ist ein Industrieland. 28,1 % seines Bruttoinlandsprodukts kommen aus der Industrieproduktion. Die Industrieproduktion führt zu einem hohen Primärenergieverbrauch, so dass sich die Energieverbrauchszahlen nicht ohne Weiteres mit Nicht-Industrieländern vergleichen lassen. So benötigt die chemische Industrie alleine ca. 8 % des deutschen Primärenergiebedarfs. Auch die stoffliche Verwertung von Mineralölprodukten spielt dabei eine Rolle, oft wird eine Kombination aus chemischen und energetischen Eigenschaften genutzt. Die Industrieländer Europas sind Deutschland, Polen, Tschechien, Slowakei, Schweiz, Ungarn und Norditalien. Die führenden Chemiestandorte Europas sind Deutschland, Frankreich und die Niederlande.
Primärenergie- wie auch Endenergieverbrauch sind nicht unabhängig von den im Gebrauch befindlichen Industrieverfahren und den verwendeten Energieträgern. So wird prognostiziert, dass eine Elektrifizierung der deutschen Chemieindustrie den Strombedarf der Industrie auf das 11-fache ansteigen lässt auf eine Größe, die den gesamten heutigen Stromverbrauch Deutschlands überschreitet. Auch der Primärenergieverbrauch der Industrie würde sich mehr als vervierfachen.
Weiterhin ist beim Primärenergieverbrauch und bei der Energiebilanz zu beachten, dass nur Netto-Jahresmengen und keine Preise erfasst werden. Gerade bei Stromversorgung, wo die viertelstündliche Struktur von Einspeisung und Verbrauch sehr wichtig ist und sich auch in Preisen niederschlägt, die in jeder Viertelstunde unterschiedlich sind, hat diese Betrachtung Grenzen. So hat Deutschland laut der Energiebilanz 2022 netto 98.120 TJ Strom exportiert. Laut Bundesnetzagentur waren es netto 26.834,7 GWh. Genauere Betrachtung der Strom-Import-Export-Bilanz ergibt, dass Deutschland 76.076,5 GWh exportiert und 49.241,8 GWh importiert hat. Wäre der Tausch von Strom zur Bedarfszeit gegen Strom zu einer anderen Zeit nicht durch den internationalen Stromhandel, sondern durch inländische Speicher gewährleistet worden, würden die Bruttomengen in der Energiebilanz sichtbar werden und der Mengenverlust in den Umwandlungsverlusten der Energiebilanz auftauchen. So erscheint nur der Netto-Export. Der Stromtausch mit dem Ausland zur Bereitstellung der bedarfsgerechten Stromeinspeisestruktur ist aber nicht kostenlos. In den letzten Jahren waren die Erlöse pro MWh aus dem Stromexport stets niedriger als die Kosten pro MWh aus dem Stromimport. In der Energiebilanz unsichtbare, hin- und hergetauschte Strommengen können somit Kosten erzeugen.

## Primärenergie und Endenergie

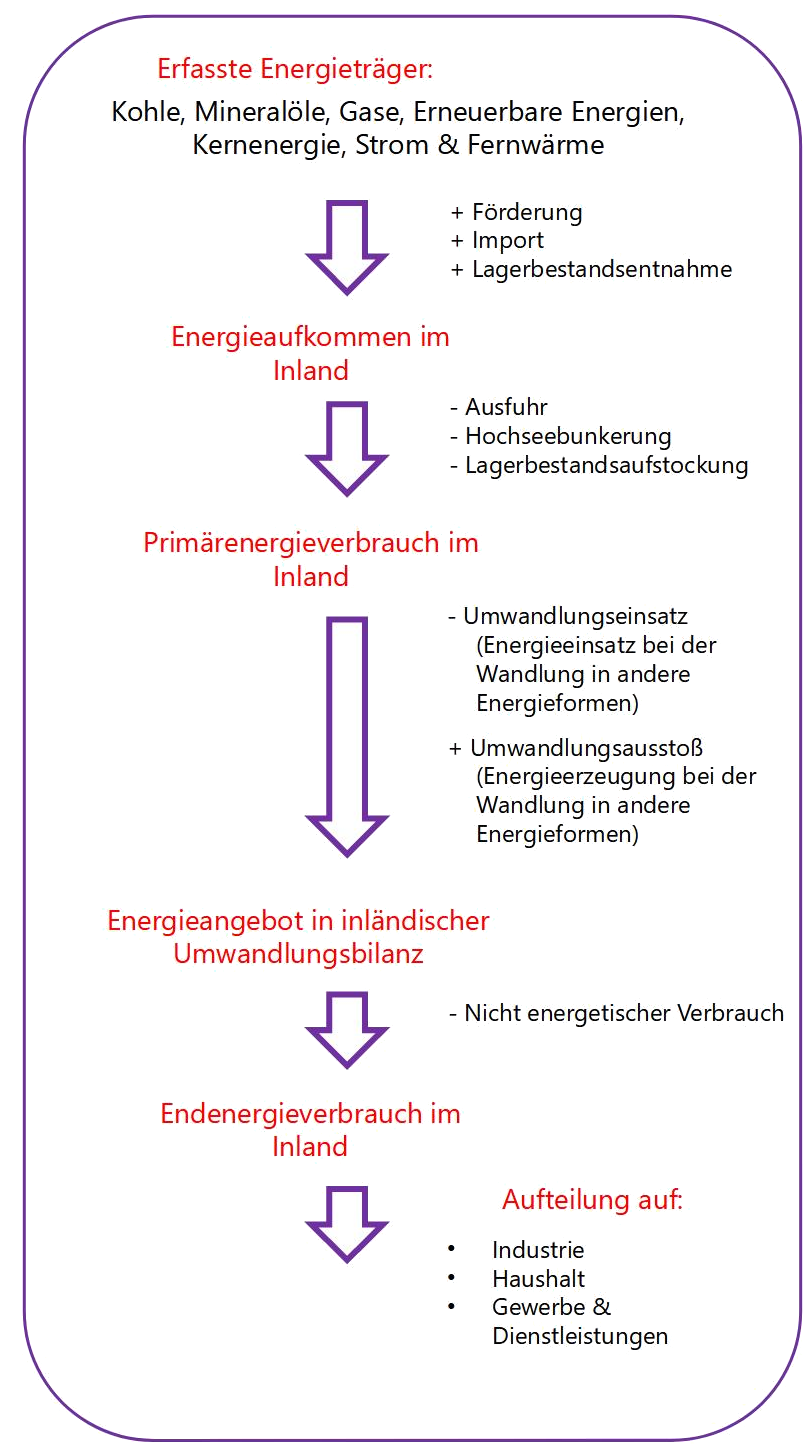
Aufbau einer Energiebilanz

Primärenergie wird oft vor dem Verbrauch unter Verlust in besser nutzbare Sekundärenergien wie Strom, Fernwärme oder Kraftstoffe gewandelt. Weil diese Umwandlungsverluste hinzuzurechnen sind, ist der Primärenergieverbrauch für eine Anwendung in der Regel höher als der Endenergieverbrauch. Der Endenergieverbrauch berücksichtigt nur den Energieverbrauch der Anwendung selbst, zum Beispiel den Stromverbrauch einer elektrischen Maschine. Der Primärenergieverbrauch berücksichtigt zusätzlich die z. B. bei der Wandlung von Erdgas oder Kohle in Strom oder bei Öl in Kraftstoffe entstehenden Energieverluste.
Für eine Volkswirtschaft ergibt sich das jährliche Primärenergieaufkommen für fossile Energieträger aus Förderung, Import und Lagerentnahmen. Der jährliche Primärenergieverbrauch ergibt sich dann nach Abzug von Export und Einlagerung in Kohlenhalden, Erdgaskavernen, Öltanklagern oder Ölkavernen. Für erneuerbare Energien und Kernenergie wird der Primärenergieverbrauch aus dem Endenergieverbrauch zurückgerechnet (siehe Verbrauchsermittlung). Wird Energie bereits als Sekundärenergie eingeführt (z. B. Stromimport), so erscheint diese Energie ebenfalls im Primärenergieverbrauch.
Der Weg, den Primärenergie in einer Volkswirtschaft vom ursprünglichen Energieaufkommen bereinigt um Export und Einlagerung über die Wandlung in andere Energieformen bis zur Verwendung nimmt, wird in Energiebilanzen dargestellt. Die Energie, die nach teilweiser Wandlung der Primärenergie in andere Energieformen zur Verfügung steht, heißt Endenergie. Mit ihr werden Energiedienstleistungen erbracht. Hierzu gehören Produzieren, Heizen, Transport und Verkehr, Kühlen, Bewegen, Elektronische Datenverarbeitung, Telekommunikation oder Beleuchten.
Teilweise tritt der Staat als Bevorrater für strategische Reserven auf, zum Beispiel bei strategischen Ölreserven. Unternehmen bevorraten Primärenergieträger, um für Zeiten mit hohem Bedarf vorzusorgen.

## Eingesetzte Energieträger
Die deutsche Energiebilanz unterscheidet die folgenden primären und sekundären Energieträger:
Fossile Energie:
- Steinkohlen (Kohle, Briketts, Koks, andere Steinkohlenprodukte)
- Braunkohlen (Kohle, Briketts, andere Braunkohlenprodukte, Hartbraunkohle)
- Mineralöle (Erdöl, Otto-Kraftstoff, Rohbenzin, Flugturbinenkraftstoff, Dieselkraftstoff, Heizöl leicht, Heizöl schwer, Petrolkoks, Flüssiggas, Raffineriegas, andere Mineralölprodukte)
- Gase (GTL) (Kokereigas/Stadtgas, Gichtgas/Konvertergas, Erdgas/Erdölgas, Grubengas)

Erneuerbare Energie:
- Wasserkraft / Windenergie / Photovoltaik
- Biomasse / erneuerbare Abfälle
- Solarthermie / Geothermie / Umweltwärme

Elektrischer Strom und Sonstige Energieträger:
- Fossile Abfälle / Sonstige
- Strom
- Kernenergie
- Fernwärme

## Verbrauchsermittlung
Die Arbeitsgemeinschaft Energiebilanzen definiert den Primärenergieverbrauch wie folgt:
Primärenergieverbrauch im Inland = Energieaufkommen im Inland - Ausfuhr - Hochseebunkerungen - Bestandsaufstockungen.
Dabei ergibt sich das Energieaufkommen im Inland aus:
Energieaufkommen im Inland = Energiegewinnung im Inland + Einfuhr + Bestandsentnahmen
Der inländische Primärenergieverbrauch ergibt sich also aus dem inländischen Energieaufkommen, bereinigt um das Handelssaldo mit dem Ausland und Veränderungen von Speicherfüllständen.
Bei den Energieträgern, die durch Verbrennen ihre Energie umwandeln und deren Heizwert bekannt ist (hauptsächlich fossile Energieträger), wird der jeweilige Heizwert mit der jeweiligen eingesetzten Menge multipliziert. Auch die nachfolgenden Positionen entsprechen dort einfach den tatsächlichen Brennwerten. So wird beispielsweise für Erdöl in der Energiebilanz gebucht, wie viel Erdöl nach Heizwert im Jahr eingesetzt wurde (Primärenergieverbrauch), nach Abzug der Leitungsverluste erhält man den Umwandlungseinsatz. Als Umwandlungsausstoß wird verbucht, wie viel Otto-Kraftstoff, Rohbenzin, Flugturbinenkraftstoff, Dieselkraftstoff, Heizöl leicht und schwer, Petrolkoks, Flüssiggas, Raffineriegas und andere Mineralölprodukte, jeweils in Energieeinheiten gemessen, tatsächlich daraus gewonnen wurden.
Wird Strom oder Wärme aus erneuerbaren Energien, Kernenergie oder Müll erzeugt, so ist zwar die erzeugte Endenergie (Energiewert von Strom und Wärme) messbar, es lässt sich aber nicht ohne Weiteres ein Energiewert der Primärenergie zuordnen, aus der diese Endenergie erzeugt worden wäre. In diesen Fällen wird der zugehörige Primärenergieverbrauch (und das zugehörige Energieaufkommen im Inland) aus der erzeugten Endenergie zurückgerechnet. Dafür kommt entweder das Wirkungsgradprinzip oder die Substitutionsmethode zur Anwendung.
Wird Energie bereits als Sekundärenergie importiert (oder exportiert), z. B. Strom, Fernwärme oder Kraftstoffe, so erscheint die entsprechende Energieposition ebenfalls eins zu eins im Primärenergieverbrauch.

### Wirkungsgradmethode
Zur Berechnung des Primärenergieverbrauchs wird für die deutsche Energiebilanz von der Arbeitsgemeinschaft Energiebilanzen (AGEB) seit 1995 das Wirkungsgradprinzip benutzt. Es wird auch von den internationalen Organisationen IEA, EUROSTAT und ECE angewendet.
Bei der international dominierenden Wirkungsgradmethode wird bei Wasserkraft, Windenergie und Photovoltaik, die keinen Brennwert aufweisen, ein Umwandlungswirkungsgrad von 100 % angenommen und somit die Endenergie gleich der Primärenergie gesetzt. Bei konventionellen Energieträgern wird hingegen der Wirkungsgrad herangezogen, mit dem die Primärenergie in Endenergie gewandelt wird. Eine Ausnahme bildet die Kernenergie, bei der pauschal ein Wirkungsgrad von 33 % angesetzt wird. Dies bedeutet, dass dort bei gleicher Stromerzeugung dreimal so viel Primärenergie verbraucht wird wie z. B. bei Windkraft- oder Photovoltaikanlagen. Aufgrund dieser Besonderheit bei der Berechnungsmethode sind erneuerbare Energien in Primärenergiestatistiken tendenziell unterrepräsentiert. Aus dem gleichen Grund kommt es zu dem merkwürdig erscheinenden Phänomen, dass die Kernenergie in der weltweiten Primärenergiestatistik einen höheren Anteil aufweist als die Wasserkraft, obwohl Wasserkraftwerke insgesamt deutlich mehr Strom liefern als Kernkraftwerke. Im Umkehrschluss bedeutet dies, dass Energiesysteme, die vorwiegend bzw. vollständig auf erneuerbaren Energien basieren, bei gleichem Endenergieverbrauch einen deutlich niedrigeren Primärenergieverbrauch aufweisen als konventionelle Energiesysteme. Für Dänemark wurde z. B. in drei unterschiedlichen Energiewende-Szenarien mit jeweils 100 % erneuerbaren Energien jeweils etwa eine knappe Halbierung des Primärenergiebedarfs gegenüber einem weitgehend fossilen Referenzszenario ermittelt.
Der Saldo des Stromaußenhandels geht ebenfalls direkt in den Primärenergieverbrauch ein, auch hier wird sozusagen bei dem Saldo des importierten Stroms ein Wirkungsgrad von 100 % angenommen. Deutschland ist seit mehreren Jahren Netto-Stromimporteur (Stand 2024). Die so ermittelten Energien werden in dem Primärenergieverbrauch summiert.

### Substitutionsmethode
Biomasse, Müll und Klärschlamm wird, wenn kein Heizwert bekannt ist, das im nachfolgend beschriebene Substitutionsverfahren zur Ermittlung der in den Primärenergieverbrauch einfließenden Energien angewandt.
Bei der Berechnung des Primärenergieverbrauches mit der Substitutionsmethode wird angenommen, dass der Strom aus den Energieträgern, denen kein Heizwert beigemessen werden kann (Müll, Klärschlamm usw.), die entsprechende Stromerzeugung in konventionellen Wärmekraftwerken ersetzt (substituiert). Zur Berechnung wird dann die Energie der konventionellen Energieträger benutzt, die zu der Erzeugung des „ersetzten“ Stroms im Durchschnitt notwendig gewesen wäre.
Der Anteil der regenerativen Energien am Primärenergieverbrauch ist je nach Berechnung, ob nach der Substitutionsmethode oder dem Wirkungsgradprinzip unterschiedlich. Zum Beispiel betrug der Anteil der regenerativen Energien in Deutschland im Jahr 2005 nach dem Wirkungsgradprinzip 4,6 % und nach der Substitutionsmethode rund 6,6 %.
Bei der Bewertung der Kernenergie wird ein Wirkungsgrad von 33 % bei der Energieumwandlung zu Strom zugrunde gelegt. In den Primärenergieverbrauch fließt die Kernkraft also mit über der dreifachen Energie des durch die Kernkraft entstehenden Stromes ein.
Bis 1994 wurde von der AG Energiebilanzen in Deutschland durchgängig die Substitutionsmethode zur Ermittlung des Primärenergieverbrauchs angewendet. Seither wird die Stromerzeugung aus Wind- und Solarenergie mit einem Wirkungsgrad von 100 % angesetzt, das heißt der zugehörige Primärenergieverbrauch ist gleich dem erzeugten Strom.

### Maßeinheiten
Der Primärenergieverbrauch wird in der Regel als Energie, bezogen auf einen bestimmten Zeitraum (oft ein Jahr), angegeben. Die normgerechte Einheit der Energie ist die Wattsekunde (Joule). Weil eine Wattsekunde im Verhältnis zu typischen Primärenergieangaben recht klein ist, wird in der Praxis meist mit Wattstunden (Wh) oder deren Vielfachen (siehe Vorsätze für Maßeinheiten) gearbeitet:
- 1 kJ/Jahr (Kilojoule/Jahr) = {\displaystyle 10^{3}}Joule/Jahr = 31,7 µW
- 1 MJ/Jahr (Megajoule/Jahr) = {\displaystyle 10^{6}} Joule/Jahr = 31,7 mW
- 1 GJ/Jahr (Gigajoule/Jahr) = {\displaystyle 10^{9}} Joule/Jahr = 31,7 Watt
- 1 TJ/Jahr (Terajoule/Jahr) = {\displaystyle 10^{12}} Joule/Jahr = 31,7 kW
- 1 PJ/Jahr (Petajoule/Jahr) = {\displaystyle 10^{15}} Joule/Jahr = 31,7 MW
- 1 EJ/Jahr (Exajoule/Jahr) = {\displaystyle 10^{18}} Joule/Jahr = 31,7 GW

Energieeinheit pro Zeiteinheit (z. B. Petajoule pro Jahr) stellt eine Leistungseinheit dar. Man kann also den Primärenergieverbrauch innerhalb eines bestimmten Zeitraums auch als durchschnittliche Leistungsaufnahme in diesem Zeitraum betrachten.
Für Deutschland betrug zum Beispiel im Jahr 2004 der Primärenergieverbrauch 14.438 PJ. Dies entspricht einer mittleren Leistung von 458 GW bzw. 5,55 kW pro Kopf bei einer Bevölkerung von 82,5 Millionen Menschen.
In älterer Literatur ist auch eine Vielzahl anderer Einheiten zu finden; teilweise werden sie bis heute gebraucht. Beispiele sind:
- TWh pro Jahr
- Mio. kWh pro Jahr
- Mio. t SKE pro Jahr
- Mrd. BTU pro Jahr
- Mio. Fass Öl pro Jahr
- Gt ÖE (englisch oe) pro Jahr

Wattstunden und Vielfache davon (wie kWh oder TWh) sind keine SI-Einheiten, werden aber als Produkt aus der SI-Einheit Watt und der für den Gebrauch in Verbindung mit dem Internationalen Einheitensystem (SI) zugelassenen Stunde oft als normgerecht betrachtet. Für den Privatverbrauch ist eine übliche Angabe in kWh/Jahr, z. B.:
- 1000 kWh/Jahr = 1 MWh/Jahr = 3,600 MJ/Jahr = 114,1 W

## Weltweiter Energieverbrauch

### Welt
Der Primärenergiebedarf (englisch total energy supply) lag laut Internationaler Energieagentur (IEA) im Jahr 2018 weltweit insgesamt bei 14.282 Millionen Tonnen Öleinheiten (Mtoe). Dies entspricht 598 Exajoule (EJ) bzw. etwa 166 Petawattstunden (PWh). Davon entfielen auf die einzelnen Energieträger:
Energiemix der Welt (2018)
| Energieträger       | Anteil |
| ------------------- | ------ |
| Öl                  | 31,6 % |
| Kohle, Torf         | 26,9 % |
| Erdgas              | 22,8 % |
| Biomasse und Abfall | 9,3 %  |
| Kernenergie         | 4,9 %  |
| Wasserkraft         | 2,5 %  |
| Sonstige            | 2,0 %  |

Der Anteil verschiedener Energieträger am Primärenergiebedarf einer Volkswirtschaft wird als Energiemix des Landes bezeichnet.
Insgesamt stieg der Energieverbrauch von 24.500 TWh im Jahr 1950 auf rund 131.400 TWh im Jahr 2010; dabei verdoppelte sich der Pro-Kopf-Energieverbrauch. Bei gleicher Wachstumsrate des Pro-Kopf-Energieverbrauches und einem Anstieg der Weltbevölkerung auf über 9 Mrd. Menschen würde sich bis 2050 ein Energieverbrauch von über 350.400 TWh ergeben. Um diesen Energiebedarf zu decken, wären zusätzlich zum 2010 vorhandenen Energieverbrauch das Leistungsäquivalent von etwa 48.000 fossilen Kraftwerken mit je 500 MW, 24.000 Kernkraftwerken mit je 1000 MW oder 150.000 km² Photovoltaikanlagen notwendig. Aus diesen Daten wird die Notwendigkeit von Energieeinsparungen gerade in den wohlhabenden Staaten der Erde abgeleitet.
Der Energieverbrauch ist weltweit sehr ungleich verteilt. Gegen 2013 verbrauchte ein Amerikaner etwa doppelt so viel Energie wie ein Europäer, viermal so viel wie ein Chinese, vierzehn mal so viel wie ein Inder und 240 mal so viel wie ein Äthiopier.

## Verbrauch nach Ländern

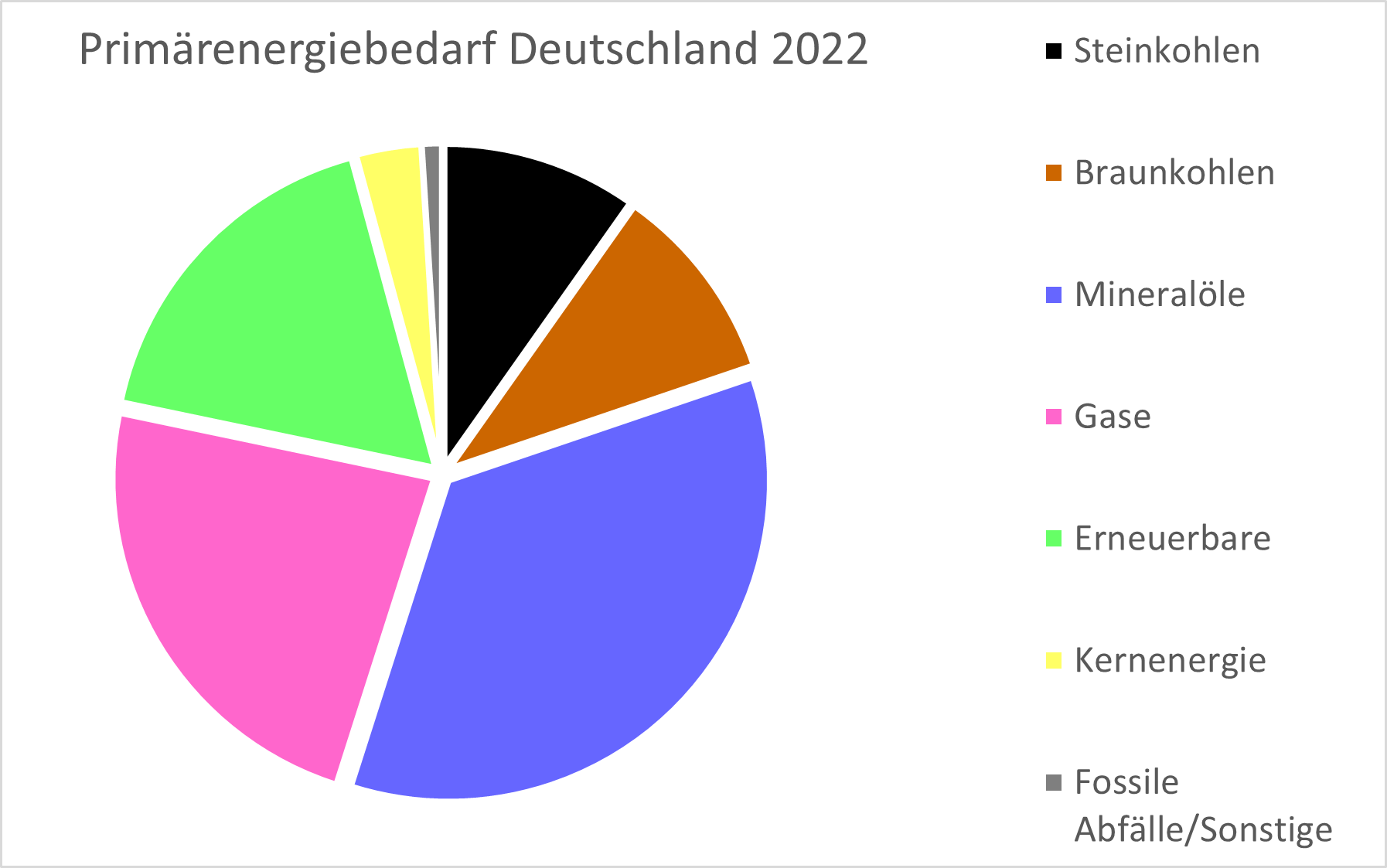
Primärenergiebedarf in Deutschland, Quelle AG Energiebilanzen

### Deutschland
Der Primärenergieverbrauch in Deutschland lag 2022 bei 11,7 EJ.
Im Jahr 2022 hat Deutschland noch eine sehr geringe Strom- und Fernwärmemenge exportiert. Diese wurde in der Grafik mit Sonstiges zusammengefasst, um eine insgesamt positive Position in der Tortengrafik zu erhalten. Seit 2023 ist Deutschland Netto-Stromimporteur. Importierter Strom oder andere importierte Sekundärenergien erscheinen eins zu eins im Primärenergiebedarf.
Sowohl im Primär- als auch im Endenergieverbrauch haben Mineralöle und Erdgas den größten Anteil. Den höchsten Anteil am Erdgasverbrauch haben (Stand 2019) private Haushalte (siehe Grafik unten).
Gasverbrauch in Deutschland 2019, Zahlen: AG Energiebilanzen, Energiebilanz 2019
| Primärenergieverbrauch in der Bundesrepublik Deutschland nach Energieträgern Angaben in Petajoule | Primärenergieverbrauch in der Bundesrepublik Deutschland nach Energieträgern Angaben in Petajoule | Primärenergieverbrauch in der Bundesrepublik Deutschland nach Energieträgern Angaben in Petajoule | Primärenergieverbrauch in der Bundesrepublik Deutschland nach Energieträgern Angaben in Petajoule | Primärenergieverbrauch in der Bundesrepublik Deutschland nach Energieträgern Angaben in Petajoule | Primärenergieverbrauch in der Bundesrepublik Deutschland nach Energieträgern Angaben in Petajoule | Primärenergieverbrauch in der Bundesrepublik Deutschland nach Energieträgern Angaben in Petajoule | Primärenergieverbrauch in der Bundesrepublik Deutschland nach Energieträgern Angaben in Petajoule | Primärenergieverbrauch in der Bundesrepublik Deutschland nach Energieträgern Angaben in Petajoule | Primärenergieverbrauch in der Bundesrepublik Deutschland nach Energieträgern Angaben in Petajoule |        |
| Energieträger 5                                                                                   | 1990                                                                                              | 1995                                                                                              | 2000                                                                                              | 2005                                                                                              | 2010                                                                                              | 2015                                                                                              | 2020                                                                                              | 2021                                                                                              | 2022                                                                                              | 2023   |
| ------------------------------------------------------------------------------------------------- | ------------------------------------------------------------------------------------------------- | ------------------------------------------------------------------------------------------------- | ------------------------------------------------------------------------------------------------- | ------------------------------------------------------------------------------------------------- | ------------------------------------------------------------------------------------------------- | ------------------------------------------------------------------------------------------------- | ------------------------------------------------------------------------------------------------- | ------------------------------------------------------------------------------------------------- | ------------------------------------------------------------------------------------------------- | ------ |
| Mineralöl                                                                                         | 5.217                                                                                             | 5.689                                                                                             | 5.499                                                                                             | 5.166                                                                                             | 4.684                                                                                             | 4.472                                                                                             | 4.087                                                                                             | 4.039                                                                                             | 4.102                                                                                             | 3.822  |
| Erdgas, Erdölgas                                                                                  | 2.293                                                                                             | 2.799                                                                                             | 2.985                                                                                             | 3.250                                                                                             | 3.171                                                                                             | 2.800                                                                                             | 3.136                                                                                             | 3.302                                                                                             | 2.721                                                                                             | 2.655  |
| Steinkohle                                                                                        | 2.306                                                                                             | 2.060                                                                                             | 2.021                                                                                             | 1.808                                                                                             | 1.714                                                                                             | 1.718                                                                                             | 896                                                                                               | 1.108                                                                                             | 1.142                                                                                             | 931    |
| Braunkohle                                                                                        | 3.201                                                                                             | 1.734                                                                                             | 1.550                                                                                             | 1.596                                                                                             | 1.512                                                                                             | 1.565                                                                                             | 958                                                                                               | 1.127                                                                                             | 1.168                                                                                             | 895    |
| Kernenergie                                                                                       | 1.668                                                                                             | 1.682                                                                                             | 1.851                                                                                             | 1.779                                                                                             | 1.533                                                                                             | 1.001                                                                                             | 702                                                                                               | 754                                                                                               | 379                                                                                               | 0      |
| Wasser- und Windkraft 1 2                                                                         | 58                                                                                                | 83                                                                                                | 127                                                                                               | 173                                                                                               | 254                                                                                               | 523                                                                                               | 720                                                                                               | 1.949                                                                                             | 730                                                                                               | 2.107  |
| andere Erneuerbare 3                                                                              | 139                                                                                               | 191                                                                                               | 290                                                                                               | 596                                                                                               | 1.160                                                                                             | 1.144                                                                                             | 1.242                                                                                             | 1.949                                                                                             | 1.314                                                                                             | 2.107  |
| Sonstige 4                                                                                        | 22                                                                                                | 13                                                                                                | 68                                                                                                | 222                                                                                               | 254                                                                                               | 242                                                                                               | 226                                                                                               | 192                                                                                               | 218                                                                                               |        |
| Außenhandelssaldo Strom                                                                           | 3                                                                                                 | 17                                                                                                | 11                                                                                                | −31                                                                                               | −64                                                                                               | −174                                                                                              | −68                                                                                               | −67                                                                                               | -98                                                                                               |        |
| Gesamt                                                                                            | 14.905                                                                                            | 14.269                                                                                            | 14.402                                                                                            | 14.558                                                                                            | 14.217                                                                                            | 13.293                                                                                            | 11.895                                                                                            | 12.413                                                                                            | 11.675                                                                                            | 10.735 |
| Bevölkerungsstand am Vorjahresende in 1000 (gerundet)                                             | 79.113 6                                                                                          | 81.539                                                                                            | 82.163                                                                                            | 82.501                                                                                            | 81.802                                                                                            | 81.198                                                                                            | 83.167                                                                                            | 83.155                                                                                            | 83.237                                                                                            | 84.700 |
| Rechnerischer Mittelwert pro Kopf der Bevölkerung zu Jahresbeginn 7                               |                                                                                                   |                                                                                                   |                                                                                                   |                                                                                                   |                                                                                                   |                                                                                                   |                                                                                                   |                                                                                                   |                                                                                                   |        |
| in Gigajoule                                                                                      | 188,4                                                                                             | 175,0                                                                                             | 175,3                                                                                             | 176,5                                                                                             | 173,8                                                                                             | 163,7                                                                                             | 143,0                                                                                             | 149,3                                                                                             |                                                                                                   |        |
| in Kilowattstunden                                                                                | 52.376                                                                                            | 48.649                                                                                            | 48.729                                                                                            | 49.056                                                                                            | 48.316                                                                                            | 45.512                                                                                            | 39.761                                                                                            | 41.499                                                                                            |                                                                                                   |        |

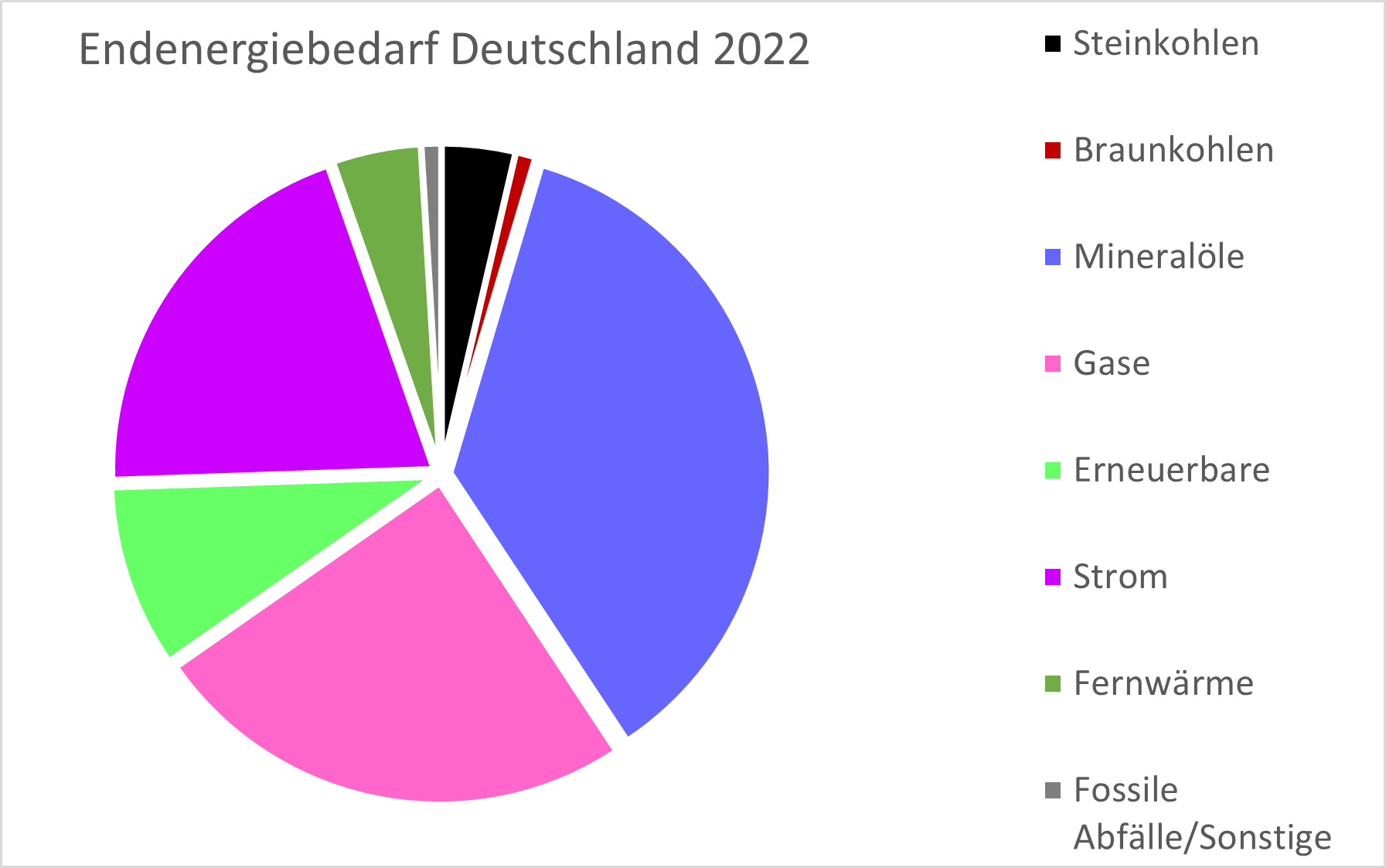
Endenergiebedarf in Deutschland, Quelle AG Energiebilanzen

Quelle: Arbeitsgemeinschaft Energiebilanzen, Stand: 30. Juni 2021

Primärenergieverbrauch in Deutschland 1990 bis 2018.

#### Herkunft der deutschen Primärenergie

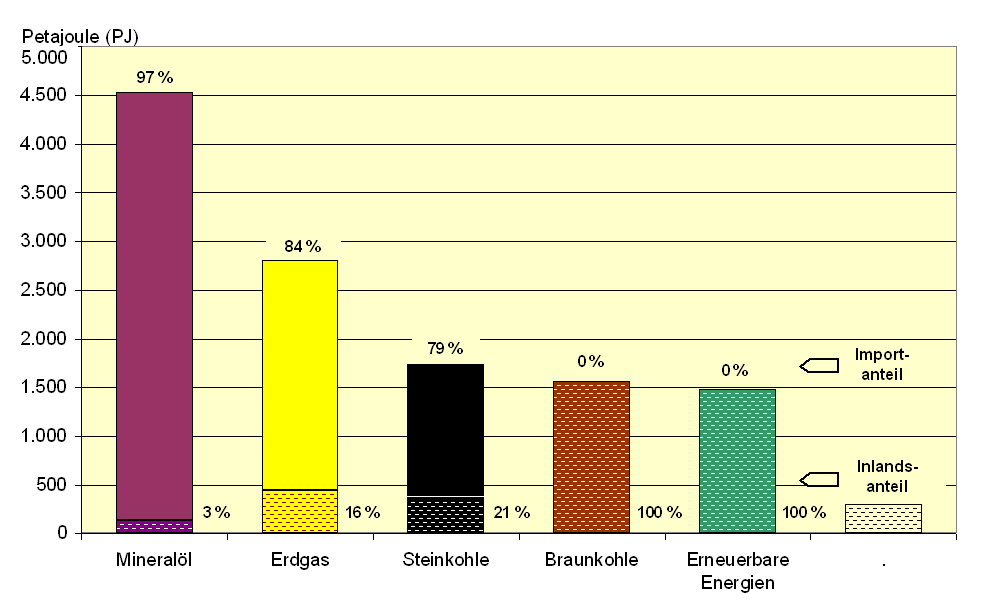
Herkunft der Primärenergie in Deutschland 2011, Anteil der Importe

Die Primärenergie für die Bundesrepublik Deutschland stammte 2020 zu rund 71 % (2018 69,9 %) aus Importen. Im Jahr 2018 wurden 9.176 Petajoule des Gesamtbedarfs von 13.129 Petajoule importiert, vorrangig Mineralöl und Erdgas sowie Steinkohle. Bei diesen Energieträgern liegt eine hohe Importabhängigkeit von 88 bis 97 % vor. Die inländischen Quellen Braunkohle und Erneuerbare Energien waren importunabhängig.
| Nettoimportabhängigkeit von Energieträgern in Prozent (Anteil der Summe aus Einfuhr minus Ausfuhr minus Bunker am Primärenergieverbrauch) | Nettoimportabhängigkeit von Energieträgern in Prozent (Anteil der Summe aus Einfuhr minus Ausfuhr minus Bunker am Primärenergieverbrauch) | Nettoimportabhängigkeit von Energieträgern in Prozent (Anteil der Summe aus Einfuhr minus Ausfuhr minus Bunker am Primärenergieverbrauch) | Nettoimportabhängigkeit von Energieträgern in Prozent (Anteil der Summe aus Einfuhr minus Ausfuhr minus Bunker am Primärenergieverbrauch) |
| Energieträger | 2016 | 2017 | 2018 |
| --- | --- | --- | --- |
| Steinkohle | 94,8 | 91,9 | 88,3 |
| Braunkohle | −1,9 | −2,1 | −2,2 |
| Mineralöl | 98,0 | 97,0 | 97,2 |
| Naturgase | 90,2 | 91,3 | 95,6 |
| Kernenergie | 100 | 100 | 100 |
| Gesamt | 70,7 | 69,4 | 69,9 |

Im Jahr 2018 wurden in die Bundesrepublik Deutschland importiert:
- 85,205 Mio. Tonnen Rohöl,[26]
- 126,253 Milliarden Kubikmeter Erdgas (1 m³ entspricht 35,169 MJ Heizwert)[26]
- 46,965 Mio. Tonnen Steinkohle[32]

Das Rohöl stammte 2018 zu 36,3 % aus der Russischen Föderation, zu 18,1 % aus Afrika (vor allem Nigeria, Algerien und Libyen) und zu 11,8 % aus Norwegen. Von den verbleibenden 33,8 % kamen größere Lieferanteile aus Großbritannien (7,8 %), aus dem Nahen Osten (6 %) und aus Venezuela mit 0,8 %.
Die Herkunft des importierten Erdgases darf nach den Vorschriften des § 16 Bundesstatistikgesetz in Verbindung mit § 11 Abs. 2 und 5 Außenwirtschaftsgesetz seit 2015 nicht mehr veröffentlicht werden. Denn die Weitergabe der Daten könnte einzelne Unternehmen in ihrem Betriebs- und Geschäftsgeheimnis berühren.
Der letzte verfügbare Stand des Bundesministerium für Wirtschaft und Energie aus dem Jahr 2015 setzt sich wie folgt zusammen:
Das importierte Erdgas kam zu 34,7 % aus der Russischen Föderation, zu 34,1 % aus Norwegen und zu 28,8 % aus den Niederlanden. Die übrigen 2,5 % stammen aus „sonstigen Ländern“. Dabei handelt es sich um die Übergabeländer aus denen das Erdgas nach Deutschland kommt und nicht das Förderland. So kommt das Erdgas aus den Niederlanden zum Teil aus den Vereinigten Königreich als Flüssiggaslieferungen, bevor es nach Deutschland geleitet wird.
Die Steinkohle-Importe stammten 2018 zu 40 % aus der Russischen Föderation, 21,2 % aus den USA und 11,1 % aus Australien. Von den übrigen 28 % kamen größere Lieferanteile aus Kolumbien mit 8,3 % und aus EU-Ländern 10,4 % (vor allem Polen).

#### Preisentwicklung von Primärenergie
Die Einfuhrpreise und Erzeugungspreise für Primärenergie ausgenommen vom Erdgas sind im Zeitraum von 2015 bis 2019 gestiegen. Mit Beginn der Covid-19-Pandemie haben sich die Preise teilweise mehr als halbiert. Die Verbraucherpreise für die wichtigsten Endenergieträger Heiz- und Kraftstoffe sowie für Strom sind bis 2019 stärker als der allgemeine Verbraucherpreisindex angestiegen, am stärksten bei Heizöl um 14,5 %, bei den Kraftstoffen um 3 bzw. 8,4 %, bei Strom um 6,8 % gestiegen, Erdgas und Fernwärme haben sich im selben Zeitraum um 4,2 % und 1,9 % vergünstigt bezogen auf 2015.
| Preisentwicklung der Primärenergie Einfuhrpreise und Erzeugerpreise 2015 = 100 % | Preisentwicklung der Primärenergie Einfuhrpreise und Erzeugerpreise 2015 = 100 % | Preisentwicklung der Primärenergie Einfuhrpreise und Erzeugerpreise 2015 = 100 % | Preisentwicklung der Primärenergie Einfuhrpreise und Erzeugerpreise 2015 = 100 % | Preisentwicklung der Primärenergie Einfuhrpreise und Erzeugerpreise 2015 = 100 % | Preisentwicklung der Primärenergie Einfuhrpreise und Erzeugerpreise 2015 = 100 % | Preisentwicklung der Primärenergie Einfuhrpreise und Erzeugerpreise 2015 = 100 % |
| Energieträger                                                                    | 2005                                                                             | 2010                                                                             | 2015                                                                             | 2018                                                                             | 2019                                                                             | 2020 (nur Mai)                                                                   |
| -------------------------------------------------------------------------------- | -------------------------------------------------------------------------------- | -------------------------------------------------------------------------------- | -------------------------------------------------------------------------------- | -------------------------------------------------------------------------------- | -------------------------------------------------------------------------------- | -------------------------------------------------------------------------------- |
| Steinkohle (Einfuhr)                                                             | 67,1                                                                             | 116,9                                                                            | 100                                                                              | 144,1                                                                            | 125,0                                                                            | 93,4                                                                             |
| Braunkohle (Erzeugerpreise)                                                      | 79,0                                                                             | 89,8                                                                             | 100                                                                              | 98,1                                                                             | 103,4                                                                            | 100,7                                                                            |
| Rohöl (Einfuhr)                                                                  | 88,2                                                                             | 126,7                                                                            | 100                                                                              | 126,2                                                                            | 123,3                                                                            | 54,9                                                                             |
| Rohöl (Erzeugerpreise)                                                           | 81,6                                                                             | 122,6                                                                            | 100                                                                              | 130,0                                                                            | 125,3                                                                            | 43,4                                                                             |
| Erdgas (Einfuhr)                                                                 | 80,6                                                                             | 110,4                                                                            | 100                                                                              | 107,9                                                                            | 85,7                                                                             | 49,7                                                                             |
| Erdgas (Erzeugerpreise) bei Abgabe an Handel, Gewerbe und Wohnungswirtschaft     | 76,3                                                                             | 88,9                                                                             | 100                                                                              | 91,0                                                                             | 95,1                                                                             | 93,4                                                                             |